# Part Time
Part Time es una banda pop estadounidense liderada por el músico californiano David Loca (también acreditado como David Speck).Loca ha producido y escrito prácticamente toda la producción de la banda, y la mayoría de las grabaciones del grupo están hechas en su casa. El crítico de AllMusic Tim Sendra describió la música como "a partes iguales de pop psicodélico, soft rock y synth-pop primitivo". 

## Historia

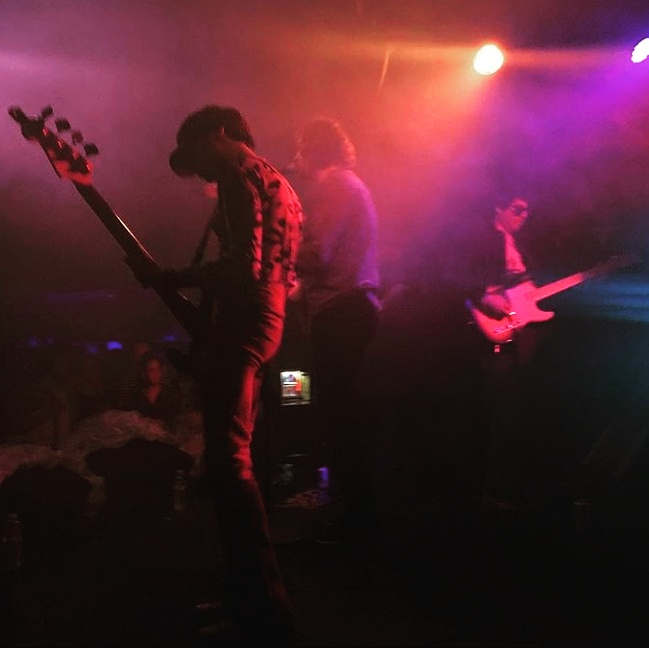
Concierto de Part Time en Los Angeles

Part Time se llamó así porque comenzó como un proyecto solista de Loca, que había estado actuando con grupos de Texas y Oklahoma.Loca es originario de Florida, y más tarde se mudó a El Paso, Texas, y comenzó su primera banda a los 17 años. Las primeras grabaciones de Part Time se realizaron a fines de la década de 1990 y principios de la década de 2000, y se publicaron por primera vez en un sello en 2011.Los álbumes hasta Spell # 6 (2018) fueron grabados casi en su totalidad por él mismo en su casa.

## Controversia
El 21 de julio de 2020, el sello Mexican Summer eliminó el merchandising de Part Time de su sitio web y presentó solicitudes de eliminación de los álbumes What Would You Say? y PDA en los servicios de streaming tras hacerse públicas unas acusaciones de abuso doméstico y conducta sexual inapropiada/abuso sexual contra Loca y otros artistas afiliados a Burger Records. El 28 de julio, Loca hizo pública una declaración en la que decía: "personalmente me encargaré de que toda mi música, sea eliminada de todos los sitios web, plataformas en línea y todas y cada una de las comunidades/escenas musicales en este momento". 

## Miembros
- David Loca
- Wally Byers
- Roberto Dozal
- Billy Trujillo
- Tony Leal

## Discografía
- - Part Time (2009)
  - What Would You Say? (2011)
  - Saturday Night (2012)
  - PDA (2013)
  - Late Night with David Loca (2014)
  - H.F.M. (2014)
  - Virgo's Maze (2015)
  - David Loca & The Berkshire Hobbits (Together We Are!) (2015)
  - Return to Cherry (2015)
  - Spell #6 (2018)
  - Modern History (2019)
  - Special Blue (2023)
  - Tales Of The Bubblegum Brainz (2023)
  - Cryosleep Explorer (2023)
  - Davida’s Neverending Nightmare (2024)